# Sigmaringen
Sigmaringen är en stad  i södra Baden-Württemberg i Tyskland och huvudort i distriktet Sigmaringen. Folkmängden uppgår till cirka 18 100 invånare, på en yta av 92,84 kvadratkilometer.
Staden ingår i kommunalförbundet Sigmaringen tillsammans med kommunerna Beuron, Bingen, Inzigkofen, Krauchenwies och Sigmaringendorf.
Stadens officiella grundande ägde rum år 1250. Sigmaringen är känt för sitt slott, Schloss Sigmaringen, och staden var huvudstad i den preussiska provinsen Hohenzollern 1850 till 1946.